# Julius Schmidt (Chemiker)
Julius Schmidt (* 26. Februar 1872 in Baiersdorf; † 29. März 1933 in Stuttgart) war ein deutscher Chemiker und Hochschullehrer.

## Leben
Schmidt studierte bis 1894 Chemie an der Friedrich-Schiller-Universität Jena bei Ludwig Knorr. 1900 wurde er als Dozent für organische Chemie an die Technische Hochschule Stuttgart berufen. Dort beschäftigte er sich als außerordentlicher Professor mit Forschungen auf dem Gebiet der Nitrosoverbindungen, Oxime und Chinone und zu Derivaten von Phenanthren und Fluoren. Darüber hinaus war Schmidt Direktor des Chemielabors an der Höheren Maschinenbauschule in Esslingen.
Schmidt war Autor zahlreicher Werke über Alkaloide, Pyrazole und organischer Magnesiumverbindungen. Neben Lehrbüchern veröffentlichte er ein Handbuch der Organischen Chemie und ein Jahrbuch der Organischen Chemie.
Er ist der Vater vom Biochemiker Gerhard Schmidt.